# Weir-Gletscher
Der Weir-Gletscher ist ein 13 km langer Gletscher an der Graham-Küste des Grahamlands auf der Antarktischen Halbinsel. Er ist einer von zwei Gletschern, die in nördlicher Fließrichtung in den südlichen Abschnitt der Barilari-Bucht münden.
Die erste Sichtung und eine grobe Kartierung geht auf Teilnehmer der Fünften Französischen Antarktisexpedition (1908–1910) unter der Leitung des Polarforschers Jean-Baptiste Charcot im Jahr 1909 zurück. Teilnehmer der British Graham Land Expedition (1934–1937) unter der Leitung des australischen Polarforschers John Rymill kartierten ihn erneut. Namensgeber ist der britische Unternehmer und Politiker William Douglas Weir, 1. Viscount Weir (1877–1959) und dessen Sohn James Kenneth Weir, 2. Viscount Weir (1905–1975), Sponsoren der British Graham Land Expedition.